# Damalis flaventis
Damalis flaventis är en tvåvingeart som beskrevs av Scarbrough 2006. Damalis flaventis ingår i släktet Damalis och familjen rovflugor.
Artens utbredningsområde är Thailand. Inga underarter finns listade i Catalogue of Life.